# Huset Leiningen
Huset Leiningen (tysk: Haus Leiningen) er en vidtforgrenet tysk højadelsslægt og fyrstehus, der havde besiddelser vest for Rhinen, dvs. i Pfalz, Elsass, Vogeserne og Lothringen.
Der har været grever af Leiningen siden 1128. Slægtens stamsæde var borgen Leiningen i Pfälzerwald i den nuværende tyske delstat Rheinland-Pfalz. Huset Leiningen var tidligere delt i mange grene. 
Da Frankrig under Revolutionskrigene (1792–1803) erobrede og annekterede slægtens territorier vest for Rhinen, blev slægten kompenseret med territorier øst for Rhinen, hvor en gren af slægten fra 1803 til 1806 regerede over Fyrstendømmet Leiningen.

## Historie

### Udgangspunkt
Slægten kan føre sin verificerbare oprindelse tilbage til borgen Burg Leiningen, der er beliggende i den nordøstlige del af Pfälzerwald i den nuværende tyske delstat Rheinland-Pfalz. Borgen blev bygget i 1100-tallet og blev senere kaldt Burg Altleiningen, da dens søsterborg Burg Neuleiningen blev tilføjet i 1200-tallet fem kilometer væk i den østlige udkant af Pfälzerwald i retning mod Rhinsletten.
Nedenfor Burg Altleiningen i floden Eckbachs dal ligger landsbyen Altleiningen, mens landsbyen Neuleiningen har udviklet sig på bakken omkring slottet af samme navn. Leiningen-slægtens stamjorde omkring de to borge bærer i dag navnet Leiningerland og er stort set sammenfaldende med det nuværende Verbandsgemeinde Leiningerland og byen Grünstadt.

### Oprindelse
Der findes ikke dokumenterbare oplysninger om slægtens tidligste historie før 1100-tallet. Den første pålidelige omtale af slægten stammer fra 1128, da Emicho, greve af Leiningen optræder som vidne på et dokument udstedt af ærkebiskoppen af Mainz, Adalbert af Saarbrücken. Denne Emich 2. regnes dermed i den moderne litteratur for slægtens tidligste påviselige stamfader, da det ikke er muligt at finde bevis i kilderne for en afstamning fra slægten Emichonerne, der var grever i Nahegau, selvom det kan antages som sandsynligt. Familieforholdet til korsfareren Emicho af Leiningen kan heller ikke længere afklares. Han kan eventuelt have været bedstefar til Emich 2.
Emich 2. udvidede kerneområdet for sit herredømme omkring Burg Leiningen (i dag Burg Altleiningen). Hans rolle i opførelsen eller udvidelsen af borgen er ukendt, men det var i hans tid, at klosteret Höningen blev grundlagt mellem 1119 og 1124.

## Kendte medlemmer af Huset Leiningen
- Marie Polyxena af Leiningen-Dagsburg-Hartenburg (1662–1725), gift med fyrstelig greve Johan Ernst af Nassau-Weilburg (1664–1719).

- Sophie Charlotte, grevinde af Leiningen-Westerburg (1695–1762), gift med regerende rigsgreve Christian Ernst zu Stolberg-Wernigerode (1691–1771), der var fætter til kong Christian 6. af Danmark-Norge. Christian Ernst modtog Dannebrogordenen, og sammen med Sophie Charlotte modtog han også Ordenen de l'Union Parfaite.

- Amalie Margrethe Christiane, rigsgrevinde af Leiningen–Westerburg (1713–1800), datter af Georg Carl Ludvig, rigsgreve af Leiningen-Westerburg og Margrethe f. komtesse Danneskiold-Laurvigen, Amalie Margrethe var gift med den danske general Christian Lerche (1695–1757).

- Fyrstinde Victoria af Leiningen (født: Marie Louise Victoire von Sachsen-Coburg-Saalfeld) var mor til fyrst Karl af Leiningen og dronning Victoria af Storbritannien.

- Fyrst Karl af Leiningen (1804–1856) (en ældre halvbroder til dronning Victoria af Storbritannien) var en af slægtens mere kendte medlemmer. I 1848 var han kortvarigt valgt til den tyske Frankfurter Nationalforsamlings ministerpræsident.